# Academia de São Lucas

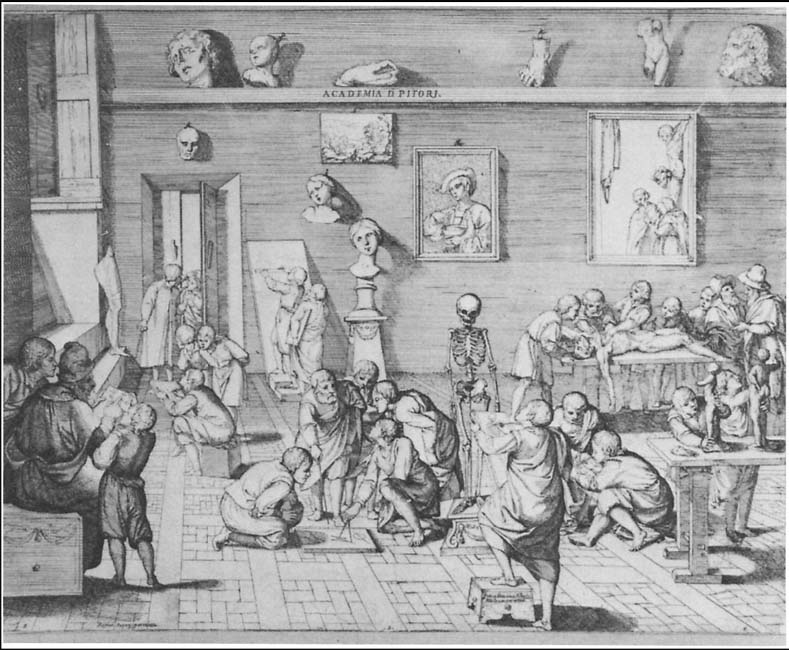
Pietro Francesco Alberti (1584–1638), Uma Academia de Pintores em Roma, gravura

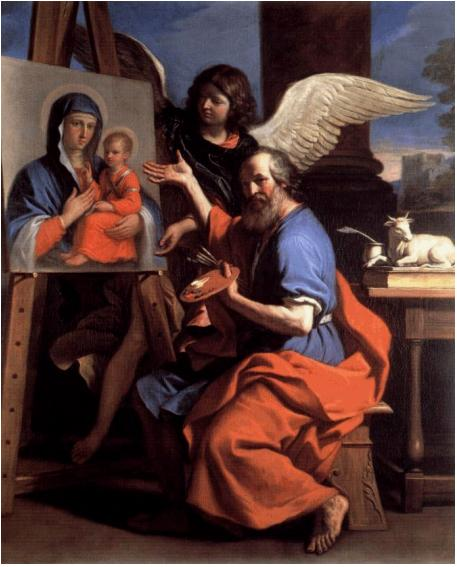
São Lucas mostrando o quadro da Virgem por Guercino

A Academia Nacional de São Lucas é uma associação de artistas em Roma, fundada em  1593. Seu primeiro presidente foi Federico Zuccari.
Seu propósito inicialmente era elevar o trabalho dos artistas para além do simples artesanato. Também estava envolvido na fundação Girolamo Muziano. A partir de 1600 a academia foi nomeada em homenagem a São Lucas, que, de acordo com a tradição, pintou um retrato da Virgem Maria e assim se tornou o santo padroeiro das guildas de pintores.
Embora esse fosse um dos seus objetivos desde a fundação, a Academia não desenvolveu atividade formativa nos primeiros anos de existência e sómais tarde implementou um curso para estudantes, em vários níveis, que incluía o ensino do desenho (nomeadamente do desenho de modelo vivo).

## Missão
Atualmente a Academia Nacional de São Lucas visa promover as artes e a arquitetura, honrar os méritos de artistas e estudiosos, e trabalhar pela valorização e promoção da arte e arquitetura italianas. Essa sua missão é prevista em uma lei de 2005.

## Diretores
Os prìncipi (diretores) da instituição incluíram alguns dos maiores pintores dos seguintes séculos, incluindo Domenichino e Bernini. Acredita-se que a Academia desprezava outra instituição de Roma na época, o Bamboccianti. Giovanni Bellori apresentou lá várias palestras sobre pintura. 
Alguns Principi famosos foram:
- Cherubino Alberti
- Baldassare Croce
- Domenichino
- Ottavio Leoni
- Bernini
- Domenico Guidi
- Luigi Garzi
- Antiveduto Grammatica
- Alessandro Turchi
- Pietro da Cortona
- Pier Francesco Mola
- Giovanni Francesco Romanelli
- Filippo della Valle
- Carlo Marchionni
- Simon Vouet
- Charles Le Brun
- Antonio Canova
- Vincenzo Camuccini